# Sligro Food Group
Sligro Food Group is een Nederlandse beursgenoteerde onderneming met het hoofdkantoor te Veghel. Tot Sligro Food Group behoren onder meer de bedrijven Sligro (horecagroothandel) en Van Hoeckel (leverancier voor institutionele markt). De onderneming beschikt over de productiebedrijven Culivers (maaltijdcomponenten) en SmitVis (vis). Ook heeft het bedrijf deelnemingen in Spar Holding, Kaldenberg Slagerijen BV, Ruig Wild & Gevogelte en Verhoeven (brood). Concurrenten zijn onder meer HANOS en Makro.
Sinds 1989 is het bedrijf genoteerd aan de Euronext in Amsterdam. De familie houdt via de Stichting Administratiekantoor Slippens zo'n 34% van de aandelen. Sligro Food Group is aangesloten bij de inkoopvereniging Superunie.

## Activiteiten

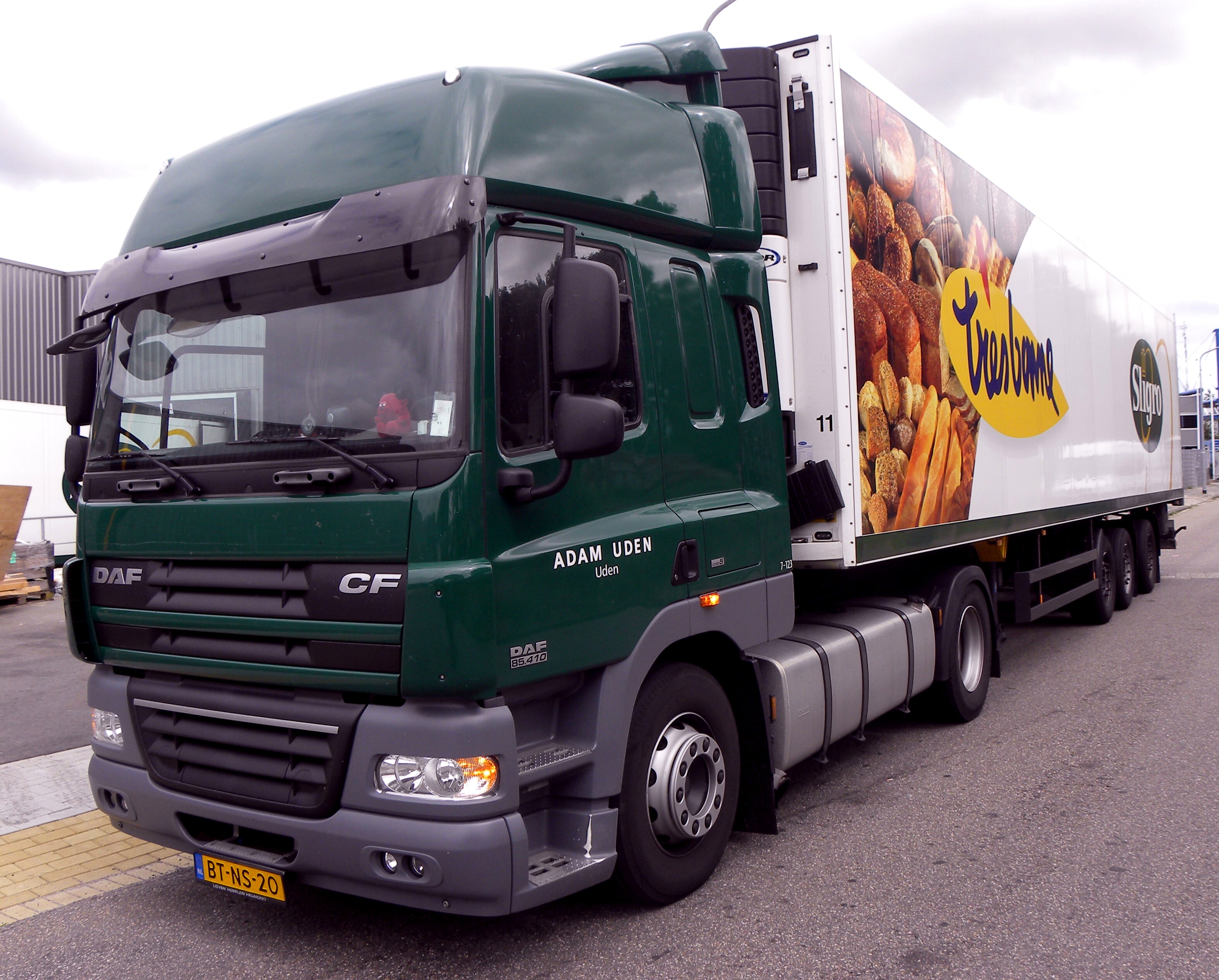
Vrachtwagen in de kleur van Sligro

Anno 2024 bestaat Sligro Food Group uit specifiek op de foodservicemarkt gerichte bedrijven in Nederland en België. De bedrijven leveren een totaalpakket food en aan food gerelateerde non-food producten en diensten. Het assortiment is circa 75.000 artikelen groot. Dit gebeurt in de groothandel via de distributievormen zelfbediening en bezorging. Ongeveer twee derde van de omzet wordt online gerealiseerd en via bezorging aan klanten geleverd. In 2023 telde Sligro Food Group gemiddeld 4524 medewerkers op voltijdbasis.
Sligro Food Group opereert in Nederland onder de merknamen Sligro en Van Hoeckel en in België onder de merknamen Java Foodservice, Sligro en Sligro-M (de voormalige Metro-groothandels). Sligro is via zelfbedieningsgroothandels (50 vestigingen in Nederland) en bezorging (9 vestigingen) actief voor de horeca, de grootverbruikers, het midden- en kleinbedrijf, de bedrijfsrestauratie en de kleinschalige retailbedrijven. In de stadsregio Amsterdam is het bedrijf actief met de groothandelsformule De Kweker.
Van Hoeckel levert aan de non-profit markt als ziekenhuizen, verpleeg- en verzorgingshuizen, de kleinschalige zorg en de extramurale zorgmarkt en beschikt hiervoor over een distributiecentrum in Nieuwegein. Sligro Food Group beschikt met Bouter over een specialistisch bedrijf voor advisering, ontwerp, levering, inrichting en onderhoud van professionele keukeninrichting, apparatuur en koel-vries techniek.
Sligro Food Group NV (AScX) droeg voor 2002 de naam Sligro Beheer NV en komt voort uit de horecagroothandel Sligro. Dit bedrijf werd later opgenomen in de holding van Sligro Food Group. Groothandel Sligro werd in 1935 opgericht als handelsonderneming in margarines, vetten en oliën door de geboren Abel Slippens.

## Geschiedenis

### Abel Slippens
Abel Slippens (Bolsward, 18 september 1896 – Veghel, 12 november 1957) studeerde aanvankelijk voor onderwijzer, maar koos al snel voor de Rijkszuivelschool in Bolsward. In de mobilisatietijd (1914-1918) diende hij als militair aan de Maas in het Brabantse Oss. Na eerst gewerkt te hebben bij Jurgens' Margarinefabrieken (een van de voorlopers van het Unilever-concern) in Oss kwam hij in 1929 naar Veghel. Hij bouwde een bescheiden fabriek aan de Noordkade in Veghel met de bedoeling meer grondstoffen uit ondermelk te halen. De melkfabrieken in de regio maakten vooral roomboter en hielden de ondermelk over. Deze werd bij gebrek aan een andere bestemming aan de boeren teruggegeven om te dienen als kalveren- en varkensvoer. Na geruime tijd van onderzoek wist Slippens suikers en eiwitten uit ondermelk commercieel te exploiteren. Het fabriekje vormde de basis van het ontstaan van de Coöperatieve Centrale Melkproductenfabriek De Meijerij Veghel, afgekort DMV. Dit bedrijf kwam later tot grote bloei en fuseerde in 1979 met Campina uit Eindhoven tot DMV Campina.

### Slippens Groothandel in Koloniale Waren
In 1934/1935 begon Slippens als zelfstandig ondernemer. Hij reisde als agent voor Romi-margarine van fabrikant Zwerver uit Vlaardingen per trein en bus Zuid-Nederland af om te verkopen aan kruideniers, de groothandel en aan de margarine-verwerkende industrie. Margarine kwam op de markt als een goedkoop alternatief voor roomboter. De naam van het bedrijf werd Slippens Groothandel in Koloniale Waren. Naast de margarine werden ook artikelen verkocht die uit de koloniën kwamen: suiker, rijst, zuidvruchten en specerijen, de zogeheten koloniale waren. Alles kwam binnen, los gestort in kisten of balen van bijvoorbeeld 50 kilo en werd omgepakt in papieren zakken van 5 of 10 kilo. Op het platteland hadden middenstanders destijds vaak gecombineerde bedrijven zoals kruidenier-café-slijter of bakker-kruidenier. In Veghel verkocht Slippens aan twintig kruideniers en in Vorstenbosch en Mariaheide aan ten minste vier.
Tijdens de Tweede Wereldoorlog kwam de handel in koloniale waren volledig stil te liggen. Desondanks steeg de omzet van het bedrijf omdat er meer vraag was naar margarine. Het assortiment groeide door het aanbod van vervangende middelen (zogenaamde surrogaten). In 1939 trad zoon Louis toe tot het bedrijf van zijn vader. Lodewijk Frits (Louis) Slippens (Oss, 1 juni 1924 – Veghel, 8 augustus 2009) richtte zich met name op de bezorging: vanuit een magazijn (een verlengde garage) bezorgde hij de waren per transportfiets, daarna per bakfiets en nog later met paard en wagen.
Na de Tweede Wereldoorlog werd het assortiment uitgebreid dankzij de vernieuwde productie. Mede vanwege de rijzende macht van fabrikanten (en bijbehorende consequenties) besloten Abel en zijn zoons Louis, Frits, Nico en Jan een eigen merk suikerwerken, koekjes en margarine te lanceren: Meijerijse Kluit. De margarine werd in Nederland als een van de eerste artikelen voorzien van een spaarzegel, waarmee onder meer serviesgoed kon worden verworven. In de jaren 50 en 60 verkocht Slippens Groothandel zo'n twintig ton margarine per week. Het spaarsysteem werd populair: veel gezinnen waren in die tijd in het bezit van het Boerenhoeve-servies.
In de jaren 50 en 60 bloeide tevens het fenomeen vrijwillig filiaalbedrijf (VFB). Zelfstandige grossiers zochten een antwoord op de opkomende grootwinkelbedrijven (zoals De Gruyter, Simon de Wit, Edah en Albert Heijn). Dat werd een soort surrogaat-grootwinkelbedrijf. Zelfstandige winkeliers sloten zich aan bij grossiers met een formule die landelijk dezelfde producten aanbood en met eenzelfde folder werkte. Zo ontstonden organisaties als Spar, Kroon, Tip, VéGé, Ifa en A&O. Deze formule had gedurende een korte periode succes, maar bleek niet opgewassen te zijn tegen de grootwinkelbedrijven. Maar ook deze laatste verkeerden in zwaar weer: De Gruyter en Simon de Wit verdwenen met name door een te strak eigen productenbeleid. Albert Heijn bleef groeien, mede doordat de (uit de Verenigde Staten afkomstige) zelfbediening ingeburgerd raakte. De consument werd niet meer bediend maar pakte zelf van het schap. Veel kleine winkeliers gaven het op, slechts een enkeling waagde de sprong. Een voorbeeld hiervan is Végé-kruidenier Jan Linders.

### Cash and carry
In 1957 overleed Abel Slippens en namen zijn zonen het bedrijf over. Samen begonnen ze een cash and carry-groothandel in 's-Hertogenbosch, waar klanten zelf het assortiment konden bekijken, kopen en direct meenemen. Het concept bleek een succes en vormde de basis van uitbreiding: al snel volgden soortgelijke vestigingen in Veghel en (vier jaar later) in Helmond, Valkenswaard, Eindhoven en Weert. In deze periode werd de naam van Slippens Groothandel in Koloniale Waren ingekort tot Sligro. De omzet steeg met 25% en 40% op jaarbasis. In 1969 verhuisde Sligro haar kantoor en magazijn (gelegen aan de Hezelaarstraat te Veghel) wegens ruimtegebrek. De nieuwe locatie was een 5000 m2 tellend gebouw op het industrieterrein De Dubbelen in Veghel.

### Overnames
In de jaren 70 en 80 volgde een sterke groei door meer dan 100 overnames. Een van de belangrijkste strategische overnames betrof die in 1987 van Louwers in Eindhoven, waardoor het bedrijf zich meer kon gaan richten op dagverse producten voor de horeca. In 1992 werd met de overname van het Arnhemse familiebedrijf Wunderink de eerste horecabezorggroothandel aan Sligro toegevoegd.
Door aangescherpte wetten rondom de verkoop via het cash and carry-systeem liep het aantal bedrijven in de sector in ongeveer 25 jaar van 400 terug tot zo'n 25 ondernemingen die voor Sligro allen golden als potentiële overname-kandidaten.
In 2006 richtte Sligro met Sperwer een consortium op, S&S Winkels. Sligro en Sperwer kochten samen de EDAH van Laurus. De EDAH's die tot de Sligro behoren zijn omgebouwd naar EMTÉ Supermarkten en Golff Supermarkten. Een jaar later werden de Meermarkt- en Attent-supermarkten ondergebracht bij de Spar-holding. Sligro kreeg daarvoor een belang van 45 % in Spar Holding, naast Sperwer (45%) en Spar Participaties (10%). Sligro, Sperwer en Spar bundelen hun krachten om de levensvatbaarheid van buurtsupermarkten te vergroten. In juni 2010 nam Sligro Food Group Sanders Supermarkten over. Het betrof hier 22 supermarkten, een vleesverwerkingsfaciliteit en een distributiecentrum.
Ook nam het bedrijf de horecagroothandel Desimo te Leeuwarden over. De activiteiten van Desimo werden ondergebracht bij de bezorgservicelocatie van Sligro te Drachten, en in het pand van Desimo werd een zelfbedieningsgroothandel gevestigd. De onderneming beschikt per 2013 over 45 zelfbedieningsvestigingen en 11 bezorglocaties verspreid over Nederland.
In februari 2016 nam Sligro het Belgische Java Foodservice over. Dit laatste bedrijf had in 2015 een omzet van 129 miljoen euro. Sligro verwerft het volledige aandelenkapitaal van Bejaco en diens deelnemingen JAVA en Freshtrans. Die laatste twee vormen Java Foodservice, dat 280 voltijdmedewerkers in dienst heeft.
In januari 2017 kondigde Sligro Food Group de overname aan van de Belgische groothandel ISPC. ISPC had twee gecombineerde zelfbedienings- en bezorgvestigingen in Gent en Luik en een groothandel in verse vis, Océan Marée te Brussel. Hiermee versterkte het bedrijf haar positie in België. Inmiddels is Océan Marée opgegaan in SmitVis en zijn de ISPC-groothandels volledig geïntegreerd in de Sligro-formule.
Ook in 2017 werd de overname van Tintelingen afgerond. Door de overname van deze marktleider op het gebied van online cadeauconcepten versterkte Sligro haar positie op de markt voor kerstpakketten en relatiegeschenken.
In januari 2023 nam Sligro 9 van de 11 Metro-groothandels in België over, deze gingen verder onder de naam Sligro-M. Door deze overname werd Sligro gelijk ook marktleider in België.
In december 2024 kondigen Sligro Food Group en Koninklijke Euser aan samen een deel van de transportactiviteiten van Simon Loos over te nemen. Deze transactie werd in januari 2025 afgerond en markeert daarmee de start van Sligro Food Group Transport. Sligro Food Group kiest er voor om een deel van het transport in eigen beheer uit te voeren. 

### Ontwikkeling foodretail
Begin 2001 nam Sligro Food Group de Prisma Food Groep over. Deze groep bestond uit Prisma Food Beheer en haar dochtermaatschappijen Prisma Food Retail, Prisma Vastgoed, Prisma Lease, Golff Supermarkten en Wipa. Prisma Food Retail is actief als groothandel in levensmiddelen, waarbij anno 2018 circa 300 zelfstandige supermarktondernemers zijn aangesloten met de winkelformules Golff (57 vestigingen), MeerMarkt (70 vestigingen) en Attent (54 vestigingen). EMTÉ Supermarkten werd in 2002 door Sligro overgenomen. In 2018 exploiteerde EMTÉ Supermarkten 130 supermarkten in (voornamelijk) Oost-Nederland en Zuid-Nederland en had distributiecentra in Putten en Kapelle, alsmede de vleescentrale in Enschede.

### Focus op foodservice
Op 1 december 2017 werd er overeenstemming bereikt over een strategische samenwerking met Heineken Nederland op het gebied van logistiek voor bier en cider in Nederland en de verkoop van de overige onderdelen van de HEINEKEN drankengroothandel aan Sligro Food Group. De samenwerking heeft een looptijd van 15 jaar.
Een gevolg van de focus op foodservice was de verkoop op 2 juli 2018 van de foodretailactiviteiten (EMTÉ) aan een consortium van Coop en Jumbo Groep Holding. Daarmee komt voor Sligro Food Group een einde aan 16 jaar EMTÉ.

## Tijdlijn
| Jaartal   | Gebeurtenis                                                                                              |
| --------- | --- |
| 1935      | Oprichting als groothandel in margarine, vetten en oliën                                                 |
| 1961      | Eerste Sligro ZB-groothandel (Slippens Groothandel)                                                      |
| 1971-1986 | Sterke autonome groei en groei door acquisities                                                          |
| 1987      | Verbreding (vers)assortiment t.b.v. horeca door de overname van J.Louwers horecagroothandel in Eindhoven |
| 1989      | Notering aan de Amsterdamse effectenbeurs                                                                |
| 1992      | Meest reguliere acquisities, ook bezorggroothandels en speciaalgroothandels                              |
| 1995-1997 | Sterke verbreding t.b.v. de institutionele markt (waaronder overname Van Hoeckel in 1996)                |
| 2001      | Overname Prisma; forse verbreding van de positie in foodretail                                           |
| 2002      | Overname EMTÉ Supermarkten                                                                               |
| 2004      | Overname VEN Groothandelscentrum en start integratie binnen Sligro                                       |
| 2005      | Start opbouw landelijk netwerk van Bezorgservicegroothandels                                             |
| 2006      | Overname Inversco, overname gedeelte Edah en start ombouw naar EMTÉ Supermarkten                         |
| 2007      | 45% belang in Spar Holding (overdracht MeerMarkt/Attent)                                                 |
| 2009      | Start rookwarendistributiecentrum ‘Vemaro’                                                               |
| 2010      | Overname Sanders Supermarkten / Volledige integratie Inversco binnen Sligro en Van Hoeckel               |
| 2012      | Overname Van Oers groothandel                                                                            |
| 2014      | Overname Van Rooswinkel en Horeca Totaal Sluis                                                           |
| 2015      | Overname CaterTech (Bouter)                                                                              |
| 2016      | Overname Kweker Purmerend en Texel / overname Java Foodservice (België)                                  |
| 2017      | Overname ISPC België, overname Tintelingen BV                                                            |
| 2018      | Verkoop EMTÉ Supermarkten                                                                                |
| 2023      | Overname METRO België                                                                                    |
| 2024      | Overname deel transportactiviteiten Simon Loos, start Sligro Food Group Transport                        |
| 2025      | Overname GEPU                                                                                            |